# Seirei no moribito
Seirei no moribito (jap. 精霊の守り人) – pierwsza powieść z cyklu Moribito (jap. 守り人), serii japońskich powieści fantastycznych, napisanych przez Nahoko Uehashi. Powieść ta była promowana przez liczne media włączając w to radio, mangę i animowane adaptacje. 

## Zarys fabuły
Balsa jest wędrującą wojowniczką, która podejmuje się zadania ratowania życia by odkupić grzechy z przeszłości. Na jej drodze pojawia się książę, którego ratuje, po czym staje się jego ochroniarzem. Ochroniarzem, którego młody książę bardzo potrzebuje, jako że jego własny ojciec – cesarz – pragnie go zabić.

## Powieść
Powieść została po raz pierwszy wydana w twardej okładce przez Kaiseisha jako literatura dla dzieci, ale miała również wiele fanów wśród dorosłych. Shinchosha opublikowała powieść w zmniejszonym formacie w marcu 2007 roku. 
- Seirei no Moribito (Guardian of the Spirit) (ISBN 978-4035401506, 1996-07) (Bunko ISBN 978-4101302720, 2007-03)

Wydana w języku angielskim przez Arthur A. Levine Books/Scholastic latem 2008 roku, przetłumaczona przez Cathy Hirano.

## Słuchowisko radiowe
Słuchowisko radiowe NHK-FM „Przygoda Młodzieżowa” (Seishun Adventure)
The Guardian of the Spirit (2006) 10 epizodów 7/8/2006–13/8/2006 w dni tygodnia 22:45–23:00
The Guardian of Darkness 10 (2007) 10 epizodów 16/4/2007–27/4/2007 w dni tygodnia 22:45–23:00

## Anime
Powieść doczekała się adaptacji w formie anime, które zostało wyprodukowane przez studio Production I.G i reżyserowane przez Kenji Kamiyamę. Premiera serialu odbyła się na kanale NHK dnia 7 kwietnia 2007 roku. Seria została oparta całkowicie na pierwszej powieści z serii Guardian, lecz pojawiają się w niej elementy całkowicie nowe. Ścieżkę dźwiękową skomponował Kenji Kawai.
Na Międzynarodowych Targach Anime w Tokio, które odbyły się w marcu 2007 roku, Geneon ogłosił, że nabył licencję do animacji i Scholastic ogłosił, iż mają prawo do emisji powieści w USA. Po tym jak Geneon zrezygnował z dalszego podziału dystrybucji, prawa przeniosły się do Media Blasters. Seria miała premierę w Stanach Zjednoczonych 24 sierpnia 2008 w bloku programowym Adult Swim na kanale Cartoon Network, ale została usunięta z programu bez ostrzeżenia i wyjaśnienia po wyemitowaniu dwóch z dziesięciu epizodów.

## Drama
Drama została zaadaptowana przez NHK i nakręcona w rozdzielczości 4K. W rolę Barsy wcieliła się Haruka Ayase. Sezon 1 wyemitowano w czterech odcinkach w marcu i kwietniu 2016 roku. Sezon 2 był emitowany w dziewięciu odcinkach od stycznia do marca 2017 roku. Trzeci i ostatni sezon był emitowany od listopada 2017 roku do stycznia 2018 roku, również w dziewięciu odcinkach.